# Nordic Trophy 2008
Nordic Trophy 2008 var den tredje upplagan av Nordic Trophy. Tio lag, fem från Finland, fem från Sverige deltog. Nio matcher spelades, matcherna spelades i form av en enkelserie. Linköping stod som vinnare efter att finalslagit Frölunda.

## Gruppspel
Huvudartikel: Gruppspelet i Nordic Trophy 2008
| Lag             | S | V | ÖV | ÖF | F | GM | IM | MS | P |
| --------------- | - | - | -- | -- | - | -- | -- | -- | - |
| Linköping       | 0 | 0 | 0  | 0  | 0 | 0  | 0  | 0  | 0 |
| Frölunda        | 0 | 0 | 0  | 0  | 0 | 0  | 0  | 0  | 0 |
| Djurgården      | 0 | 0 | 0  | 0  | 0 | 0  | 0  | 0  | 0 |
| IFK Helsingfors | 0 | 0 | 0  | 0  | 0 | 0  | 0  | 0  | 0 |
| Oulun Kärpät    | 0 | 0 | 0  | 0  | 0 | 0  | 0  | 0  | 0 |
| TPS             | 0 | 0 | 0  | 0  | 0 | 0  | 0  | 0  | 0 |
| Färjestad       | 0 | 0 | 0  | 0  | 0 | 0  | 0  | 0  | 0 |
| HV71            | 0 | 0 | 0  | 0  | 0 | 0  | 0  | 0  | 0 |
| Jokerit         | 0 | 0 | 0  | 0  | 0 | 0  | 0  | 0  | 0 |
| Tappara         | 0 | 0 | 0  | 0  | 0 | 0  | 0  | 0  | 0 |

## Placeringsmatcher

### 9:e plats
| Lag     | Resultat | Lag     | Publik | Arena                      |
| ------- | -------- | ------- | ------ | -------------------------- |
| Jokerit | 0–3      | Tappara | 62     | Stångebro Arena, Linköping |

### 7:e plats
| Lag          | Resultat | Lag | Publik | Arena                     |
| ------------ | -------- | --- | ------ | ------------------------- |
| Oulun Kärpät | 4–1 (ÖT) | TPS | 392    | Cloetta Center, Linköping |

### 5:e plats
| Lag       | Resultat | Lag  | Publik | Arena                      |
| --------- | -------- | ---- | ------ | -------------------------- |
| Färjestad | 2–3 (ÖT) | HV71 | 392    | Stångebro Arena, Linköping |

### Bronsmatch
| Lag        | Resultat    | Lag             | Publik | Arena                     |
| ---------- | ----------- | --------------- | ------ | ------------------------- |
| Djurgården | 2–3 (e.str) | IFK Helsingfors | 1 098  | Cloetta Center, Linköping |

### Final
| Lag       | Resultat | Lag      | Publik | Arena                     |
| --------- | -------- | -------- | ------ | ------------------------- |
| Linköping | 5–4 (ÖT) | Frölunda | 3 623  | Cloetta Center, Linköping |

| Vinnare av Nordic Trophy 2008 |
| ----------------------------- |
| Linköping Första titeln       |

## Slutställning
| Guld   | Linköping       |
| Silver | Frölunda        |
| Brons  | IFK Helsingfors |
| 4      | Djurgården      |
| 5      | HV71            |
| 6      | Färjestad       |
| 7      | Oulun Kärpät    |
| 8      | TPS             |
| 9      | Tappara         |
| 10     | Jokerit         |